# Ben Turner
Ben Howard Turner (Birmingham, Inglaterra, 21 de enero de 1988) es un exfutbolista inglés que jugaba de defensa. 

## Selección nacional
Ha sido internacional con la selección de fútbol sub-20 de Inglaterra.

## Clubes
| Club                               | País       | Año       |
| ---------------------------------- | ---------- | --------- |
| Coventry City F. C.                | Inglaterra | 2006-2011 |
| Peterborough United F. C. (cedido) | Inglaterra | 2006      |
| Oldham Athletic A. F. C. (cedido)  | Inglaterra | 2007      |
| Cardiff City F. C.                 | Gales      | 2011-2016 |
| Coventry City F. C. (cedido)       | Inglaterra | 2015      |
| Burton Albion F. C.                | Inglaterra | 2016-2019 |
| Mansfield Town F. C.               | Inglaterra | 2019      |
| Notts County F. C.                 | Inglaterra | 2019-2021 |
| Buxton F. C.                       | Inglaterra | 2021-2022 |
| Ilkeston Town F. C.                | Inglaterra | 2022      |

## Palmarés

### Títulos nacionales
| Título                       | Club               | País       | Año  |
| ---------------------------- | ------------------ | ---------- | ---- |
| Football League Championship | Cardiff City F. C. | Inglaterra | 2013 |